# Zachód Stanów Zjednoczonych

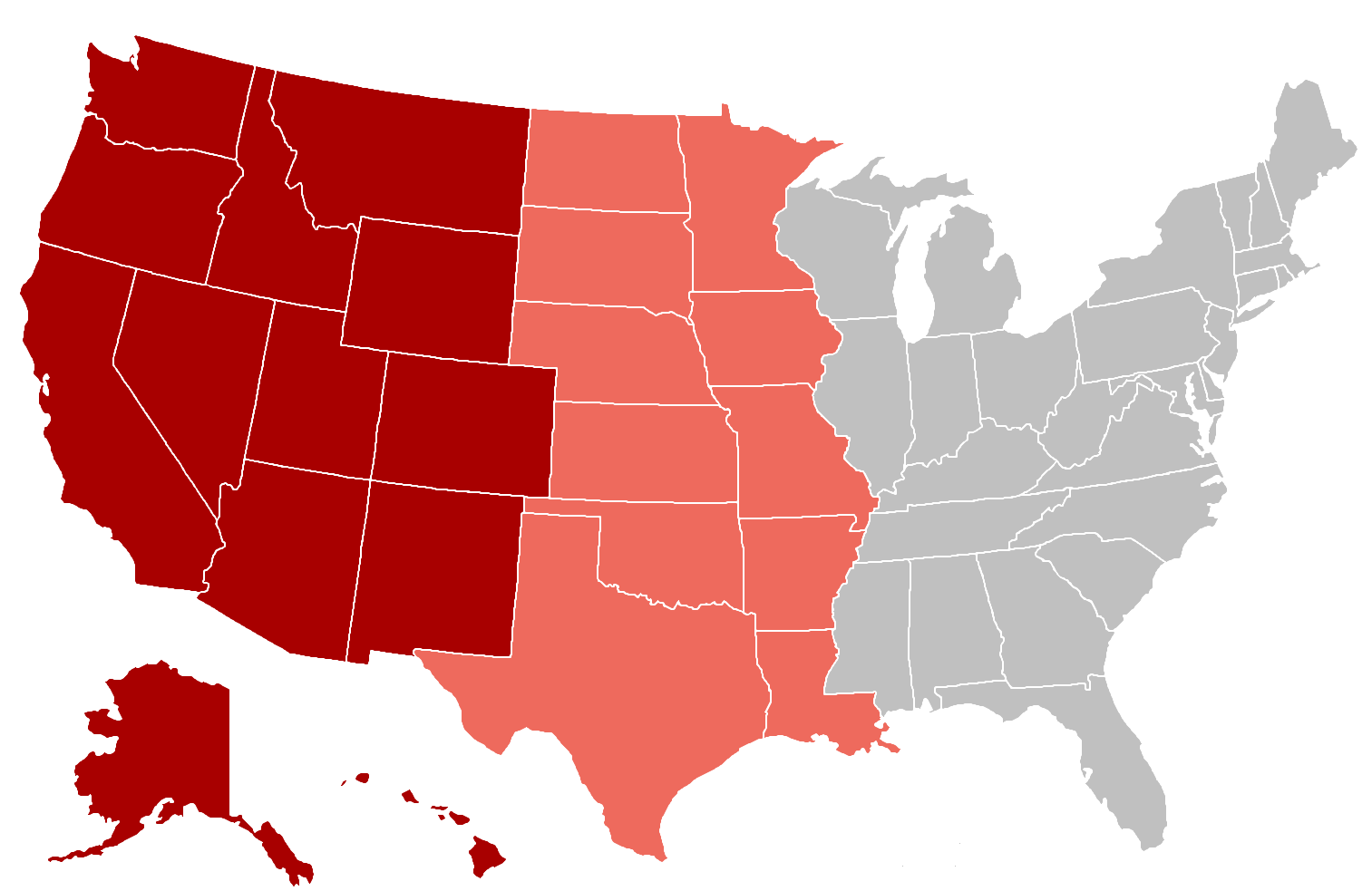
Zgodnie z definicją Census Bureau w skład Zachodu Stanów Zjednoczonych wchodzi 13 stanów (kolor brunatny): Alaska, Arizona, Kalifornia, Kolorado, Hawaje, Idaho, Montana, Nevada, Nowy Meksyk, Oregon, Utah, Waszyngton i Wyoming. Stany oznaczone kolorem jasnoczerwonym czasami są również uważane za "zachodnie", ale najczęściej grupowane są w dwa odrębne regiony: Środkowy Zachód i Południe

Zachód Stanów Zjednoczonych, potocznie nazywany Amerykańskim Zachodem (ang. American West), czy też w skrócie Zachodem (ang. the West) – tradycyjnie region składający się z najdalej na zachód wysuniętych stanów USA. W związku z tym, że od chwili powstania Stany Zjednoczone prowadziły ekspansję ku zachodowi, pojęcie Zachodu ewoluowało nieustannie aż do połowy XIX wieku. Przed rewolucją amerykańską za zachodnią granicę uważano główny grzbiet Appalachów. Później granice państwa przekroczyły linię rzeki Missisipi, którą uznano za wschodnią granicę Zachodu. W XXI wieku za Amerykański Zachód uznaje się stany obejmujące Góry Skaliste, Wielką Kotlinę oraz zachodnie wybrzeża Stanów Zjednoczonych.
Jakkolwiek jest to określenie czysto geograficzne, pojęcie Zachodu ma również konotacje antropologiczne. Region ten różni się od innych swą historią, kulturą (muzyka, kuchnia), charakterystycznym dla mieszkańców sposobem myślenia i postrzegania świata, a także odrębnością dialektów języka angielskiego. W dodatku określone subregiony, jak Utah czy południowa Kalifornia, posiadają pewne dodatkowe cechy, wyróżniające je wśród stanów Zachodu.
Przyjmując najszerszą definicję Zachód USA jest największym regionem, obejmującym ponad połowę całego terytorium Stanów Zjednoczonych. Jest również najbardziej zróżnicowany geograficznie, obejmując terytoria tak odrębne jak Wybrzeże Pacyfiku, lasy deszczowe strefy umiarkowanej na północnym zachodzie, Góry Skaliste, Wielkie Równiny, prerie sięgające po zachodnie Wisconsin, Illinois, wyżynę Ozark, zachodnie połacie lasów południowych, wybrzeże Zatoki Meksykańskiej, jak również wszystkie pustynie znajdujące się na obszarze państwa (Mojave, Sonora, Pustynia Wielkiej Kotliny i Chihuahua).

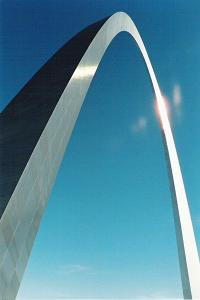
Gateway Arch w St. Louis, zwana również "bramą na zachód", upamiętnia rozszerzanie się państwa w XIX wieku

Stany położone na zachód od Gór Skalistych mają dwoistą naturę półsuchych stepów i całkowicie jałowych pustyń w dolinach i na wyżynach oraz gęstych lasów iglastych w górach i na wybrzeżu.
Zachód odegrał ważną rolę w dziejach Ameryki. Region powstawał etapami: weszła weń część ziem nabytych w ramach zakupu Luizjany, większość terytoriów scedowanych przez Wielką Brytanię w roku 1818, pewne obszary pozyskane, gdy Republika Teksasu przyłączyła się do USA, wszystkie ziemie otrzymane od Wielkiej Brytanii w 1846, wszystkie odebrane Meksykowi w 1848 i całość zakupu Gadsdena.
Arizona, Nowy Meksyk, Nevada, Kolorado i Utah są zazwyczaj uważane za część południowego zachodu USA. Teksas i Oklahoma są też czasami zaliczane do południowego zachodu, podczas gdy Idaho, Montana, Oregon, Waszyngton i Wyoming mogą być uważane za część regionu północno-zachodniego, tworząc wraz z kanadyjską prowincją Kolumbia Brytyjska region północno-zachodniego wybrzeża Pacyfiku. Istnieje jeszcze jeden region, w skład którego wchodzą zarówno stany południowego, jak i północnego zachodu, a mianowicie stany górskie, czyli Arizona, Nowy Meksyk, Kolorado, Utah, Nevada, Montana, Idaho i Wyoming.
Z Zachodu można też wydzielić stany pacyficzne: Alaskę, Kalifornię, Hawaje, Oregon i Waszyngton, przy czym termin Zachodnie Wybrzeże Stanów Zjednoczonych (lub w skrócie Zachodnie Wybrzeże) ogranicza się de facto do Kalifornii, Oregonu i Waszyngtonu. Alaska i Hawaje, będące stanami zamorskimi, mają niewiele wspólnego z Zachodem, ale są doń zaliczane, jako w rzeczywistości położone najdalej na zachód. 
Niektóre stany zachodnie są pogrupowane ze stanami wschodnimi w inne wyróżniające się subregiony. Kansas, Nebraska, Dakota Południowa i Dakota Północna są często zaliczane do Środkowego Zachodu, w skład którego zazwyczaj wchodzą stany takie jak Iowa, Illinois i Wisconsin. Teksas, Arkansas i Luizjana – a znacznie rzadziej Oklahoma – są także uważane za część Południa Stanów Zjednoczonych.
Mało kiedy stany położone na wschód od rzeki Missisipi uważa się za część Zachodu. Jednakże, w sensie historycznym, Terytorium Północno-Zachodnie, które odegrało ważną rolę we wczesnym okresie podboju, a w skład którego wchodzą dziś stany Ohio, Indiana, Illinois, Michigan i Wisconsin, jak również północno-wschodnie obszary Minnesoty, może być za część dawnego Zachodu uważane.